# Пинские
Пи́нские — угасший в 1471 году русско-литовский княжеский род герба «Погоня» из числа Гедиминовичей. Родственные роды — Курцевичи, Патрикеевы, Хованские, Щенятевы, Голицыны, Куракины и Корецкие.

## Происхождение
Княжеский род Пинских вел своё происхождение от Наримунта-Глеба (ок. 1294—1348), князя полоцкого и пинского, второго сына великого князя литовского Гедимина (1316—1341). Из сыновей Наримунта Патрикей (по другой версии он не сын, а внук Наримунта) выехал в 1397 году в Новгород, став родоначальником князей Корецких, Патрикеевых и Хованских, Юрий Наримунтович получил в удел Холм и Белз, став родоначальником князей Бельзских, а от Михаила пошли князья Пинские и Курцевичи.
После гибели Наримунта в 1348 году в битве с крестоносцами его старший сын Михаил унаследовал пинский удел. В начале XV века при великом князе Сигизмунде княжество Пинское утратило свою самостоятельность. При правлении Казимира княжеству Пинскому были возвращены права. Потомки Михаила Наримунтовича правили в Пинской земле с перерывами до 1471 года.
Последним удельным князем пинским был Юрий Семёнович (ум. 1471), который скончался, не оставив потомства.

## Представители рода
- Михаил Наримунтович Пинский (1348 — ок. 1355)
- Василий Михайлович Пинский (ок. 1355 — после 1392)
- Фёдор Васильевич Пинский (после 1392—1398)
- Юрий Фёдорович Нос Пинский (1398 — ок. 1410)
- Иван Фёдорович Нос Пинский
- Александр Иванович Нос Пинский (ок. 1410 — после 1435)
- Семён Иванович Нос Пинский (1443 — ок. 1452)
- Юрий Семёнович Пинский (ок. 1452—1471)